# Blue Point (New York)
Blue Point est une census-designated place du comté de Suffolk, dans l'État de New York, aux États-Unis,. En 2020, elle compte une population de 5 156 habitants.